# Gossen-Preis
Der Gossen-Preis (vollständig Hermann-Heinrich-Gossen-Preis) ist eine Auszeichnung für Wirtschaftswissenschaftler aus dem deutschen Sprachraum, die mit ihren Arbeiten internationales Ansehen gewonnen und zum Zeitpunkt der Preisverleihung das 45. Lebensjahr noch nicht vollendet haben. Der Preis ist benannt nach Hermann Heinrich Gossen und wird jährlich vom Verein für Socialpolitik verliehen. Er ist mit 10.000 Euro dotiert.

## Preisträger
Seit 1997 wurde der Preis an folgende Ökonomen vergeben:
| Jahr | Preisträger            | Jeweilige Jahrestagung | Universität zum Zeitpunkt der Verleihung       |
| ---- | ---------------------- | ---------------------- | ---------------------------------------------- |
| 2024 | Christoph Trebesch     | Berlin                 | Universität Kiel                               |
| 2023 | David Dorn             | Regensburg             | Universität Zürich                             |
| 2022 | Christian Bayer        | Basel                  | Rheinische Friedrich-Wilhelms-Universität Bonn |
| 2021 | Florian Scheuer        | (virtuell)             | Universität Zürich                             |
| 2020 | Fabian Waldinger       | (virtuell)             | Ludwig-Maximilians-Universität München         |
| 2019 | Davide Cantoni         | Leipzig                | Ludwig-Maximilians-Universität München         |
| 2018 | Moritz Schularick      | Freiburg               | Rheinische Friedrich-Wilhelms-Universität Bonn |
| 2017 | Georg Weizsäcker       | Wien                   | Humboldt-Universität zu Berlin                 |
| 2016 | Nicola Fuchs-Schündeln | Augsburg               | Johann Wolfgang Goethe-Universität Frankfurt   |
| 2015 | Uwe Sunde              | Münster                | Ludwig-Maximilians-Universität München         |
| 2014 | Ludger Wößmann         | Hamburg                | Ludwig-Maximilians-Universität München         |
| 2013 | Michèle Tertilt        | Düsseldorf             | Universität Mannheim                           |
| 2012 | Felix Kübler           | Göttingen              | Universität Zürich                             |
| 2011 | Peter Egger            | Frankfurt am Main      | ETH Zürich                                     |
| 2010 | Roman Inderst          | Kiel                   | Johann Wolfgang Goethe-Universität Frankfurt   |
| 2009 | Holger Görg            | Magdeburg              | Universität Kiel                               |
| 2008 | Armin Falk             | Graz                   | Rheinische Friedrich-Wilhelms-Universität Bonn |
| 2007 | Georg Nöldeke          | München                | Universität Basel                              |
| 2006 | Axel Ockenfels         | Bayreuth               | Universität Köln                               |
| 2005 | Simon Gächter          | Bonn                   | University of Nottingham                       |
| 2004 | Benny Moldovanu        | Dresden                | Rheinische Friedrich-Wilhelms-Universität Bonn |
| 2003 | Harald Uhlig           | Zürich                 | Humboldt-Universität zu Berlin                 |
| 2002 | Lars-Hendrik Röller    | Innsbruck              | Humboldt-Universität zu Berlin                 |
| 2001 | Klaus M. Schmidt       | Magdeburg              | Ludwig-Maximilians-Universität München         |
| 2000 | Kai A. Konrad          | Berlin                 | Freie Universität Berlin                       |
| 1999 | Ernst Fehr             | Mainz                  | Universität Zürich                             |
| 1998 | Michael C. Burda       | Rostock                | Humboldt-Universität zu Berlin                 |
| 1997 | Jürgen von Hagen       | Bern                   | Rheinische Friedrich-Wilhelms-Universität Bonn |